# Jan Šrail
Jan Šrail (* 18. prosince 1990 v Plzni) je český běžec na lyžích. Je odchovancem Tatranu Železná Ruda, v současnosti závodí za SC Plzeň a eD system Bauer Team. Je dvojnásobný mistr České republiky (2015 a 2016). Zatím jednou startoval na Mistrovství světa (2015) .

## Sportovní kariéra
Začal lyžovat již ve čtyřech letech, kdy ho k tomu přivedli rodiče. V roce 2010 přešel z mateřského klubu Tatran Železná Ruda do SK Nové Město na Moravě, kde mu vytvořili materiální podmínky pro vrcholovou přípravu (soustředění na ledovci, vybavení a podobně). V roce 2013 v Liberci startoval na Mistrovství světa do 23 let v klasickém lyžování 2013, kde jeho nejlepším umístěním bylo 32. místo ve skiatlonu. Od sezóny 2014/15 spolupracuje s Lukášem Bauerem, který tehdy založil vlastní lyžařský tým pro dálkové běhy s názvem Pioneer Investments. Šrailovým největším sportovním úspěchem byl zisk mistrovského titulu ČR v běhu na lyžích v závodě na 15 km volnou technikou, který mu zajistil nominaci na Mistrovství světa v klasickém lyžování 2015 ve Falunu. V následujícím roce poprvé startoval na Vasově běhu a poté se stal mistrem ČR ve sprintu. Před sezonou 2016/2017 odmítl svazovou reprezentační nabídku a zaměřil se na dálkové běhy série Ski Classics v barvách týmu Pioneer Investmens, kde mu nabídl stálé místo šéf týmu Lukáš Bauer. Sezonní plány změnil po závodě Alpského poháru v italském Valdidentru v polovině prosince, kdy v závodě na 15 km volnou technikou skončil na sedmém místě jako nejlepší z
Čechů mezi nimiž byli i reprezentanti. Po poradě s Lukášem Bauerem se více zaměřil na klasické závody a pokusil se vybojovat nominaci na Mistrovství světa v klasickém lyžování 2017 v Lahti. Do nominace na šampionát se však neprobojoval. V roce 2018 při svém třetím startu na Vasově běhu, upoutal pozornost téměř 60 kilometrů dlouhým únikem, do kterého vyrazil s Norem Joarem Thelem a při němž vyhrál tři průběžné prémie včetně Evertsbergu) a vytvořil si až šestiminutový náskok. Sice se nakonec propadl hluboko do pole závodníků, ale šéf týmu Bauer jej ocenil za body pro tým a za odvahu s níž šel do rizika.

## Osobní život
Narodil se 18. prosince 1990 v Plzni, ale ve svých čtyřech letech se s rodiči Petrem a Lenkou Šrailovými a s o dva roky starší sestrou Lucií stěhoval na Šumavu. Jeho otec Petr Šrail (*15. září 1965) je aktivním lyžařem a trenérem a pracuje jako vedoucí informační a strážní služby Národního parku Šumava. K obojímu přivedl i svého syna. Janovou specializací jsou záchranné akce na skalních stěnách i na divoké vodě. Kromě zaměstnání v Národním parku Šumava a závodního lyžování zvládl i studium vysoké školy – nejprve studoval na Fakultě elektrotechniky ZČU a poté na Metropolitní univerzitě v Plzni veřejnou správu, kde v roce 2017 obhájil diplomovou práci.